# Asus A6VA
La gamme d'ordinateurs portable Asus A6VA, sortie en France à partir d'août 2005, est à usage multimédia et plus particulièrement destinée aux joueurs avec l'intégration d'une carte graphique dernier cri (à sa sortie).
Portables de milieu de gamme, ils intègrent la plupart des technologies les plus en vogue de l'époque, à l'exception du bluetooth. Cependant la présence d'une webcam intégrée et placée au-dessus de l'écran les différencie de la concurrence.
Les différents modèles de la gamme sont : A6VA-B028H, A6VA-Q038H et A6VA-Q052H.
Ils se distinguent par la brillance ou non de l'écran (technologie Color Shine), la taille de la RAM et la fréquence du processeur.
Certains magasins (en ligne ou non) vendent cependant d'autres versions de l'A6VA, avec certains changements : la vitesse du disque dur, vélocité de la ram, durée de garantie, bundle etc. Ces configurations sont vendues sous la référence Z9200VA, qui ont la même base que l'A6VA.

## Caractéristiques

### Matériels
- Processeur Intel Pentium M Centrino séquence 7xx (Dothan), 2 Mo de cache L2, FSB 533 MHz
- Carte graphique ATI Mobility Radeon X700 PCI Express. 128 Mo dédiées, 256 Mo via HyperMemory
- Écran 15,4 pouces WXGA (1280×800) - 16/10 TFT LCD
- Webcam intégrée, résolution de 1,35 MégaPixels
- Disque dur Fujitsu 100 Go / 2.5" IDE / 4200 tr/min
- Graveur DVD ±RW/DL - Double couche (8x DVD, 24x CD, 10x CD-RW)
- Lecteur de cartes mémoire SD/MMC/MS/MS PRO
- Fax/Modem/Lan/Wifi : Fax/Modem 56K - Réseaux 10/100/1000T - Wifi B/G 54 Mbit/s
- Carte audio High Definition Audio / Compatible Sound Blaster
- Connectique : IEEE 1394 (Firewire), Sortie Casque, Sortie S-Vidéo (sortie TV), Entrée Microphone, Entrée Audio, RJ11, RJ45, VGA (moniteur), Parallèle, Infrarouge et 4 ports USB 2.0
- Accessoires fournis : Alimentation secteur - Souris optique - Sacoche - Câble modem (sans prise gigogne) - Adaptateur S-Video vers Composite - Batterie
- Clavier 85 Touches FR
- Batterie Li-ion 8cell, 4 800 mA - Autonomie de 2H30 Heures environ
- Alimentation 19 V DC - 3,42 A - 65 W -  Embout 5,5 × 2,5 mm
- Dimensions 354 × 284 × 35,2 mm / Poids 2,8 kg

#### Spécificités matérielles de chacun des modèles
- A6VA-B028H : Intel Pentium 740 Centrino 1,73 GHz ;  512 Mo RAM PC4200 (2×256 SO-DIMM/ Max 2 Go) ; Écran mat
- A6VA-Q038H : Intel Pentium 750 Centrino 1,86 GHz ; 1 024 Mo RAM PC4200 (2×512 SO-DIMM/ Max 2 Go) ; Écran brillant (Color Shine)
- A6VA-Q052H : identique au modèle A6VA-B028H, avec un écran brillant

### Logiciels
- Système d'exploitation WinXP Familiale SP2 OEM (2 CD de restauration fournis)
- Logiciels multimédia ASUS DVD XP, Medi@Show SE 2.0, Power Director DE 3.0 (3 CD distincts)
- Utilitaires : CD Nero 6 OEM suite - Norton Antivirus 2005 pré-installé (licence de 3 mois) - CD Microsoft Works 8 - CD de pilotes et utilitaires Asus
- Logiciels ASUS : Chkmail, Power4Gear (gestion de l'énergie), Probe (indicateur température), Asus Live Update, Convertisseur de partition FAT32 → NTFS

## Partitionnement du disque dur
Le disque est découpé en 3 partitions :
- une partition cachée de 1,8 Go ou partition de récupération contenant une image de la configuration d'usine et pouvant être utilisée en cas de restauration du système (à la place des CD fournis) ;
- une partition C: en FAT32 d'environ 60 Go contenant le système d'exploitation et les utilitaires ASUS;
- une partition D: en FAT32 d'environ 40 Go vide.

## Guide complet
Un guide détaillé du A6VA est disponible sur Wikilivres. Il se découpe ainsi :
- Astuces
- Outils d'optimisation
- Résolution de problèmes
- Installer Linux/Vista